# 水警總區
水警總區（副名水警；英文：Marine Region，副名：Marine Police），隸屬於香港警務處行動處，主要責任為維持香港水域及離島的公共安全，執行水上巡邏、打擊偷渡及追截走私，並且在香港境內及鄰近海域進行搜索及拯救。水警總區保衛長達近200公里的邊界海岸線、管轄香港1,651平方公里的海域及261座島嶼；水師共119艘輪艇，為世界上規模最龐大的水上警察。水警總區協助執行《港口及海事條例》，並協助海事處處長執行《國際船舶及港口設施保安規則》(ISPS) 的規定。

## 組織
- 水警總區總部：由一名警務處助理處長出任指揮官，由一名總警司出任副指揮官。
  - 行政科：負責一般的行政、總區財務、人事、編制及訓練等事務。由一名高級警司領導，下設一名警司和一名總督察。
  - 行動科：負責監督總區重案組調查罪案及海上非法入境和走私集團的事務。由一名高級警司領導，下設一名警司和一名總督察。
    - 總區指揮及控制中心
    - 後勤組：由一名警署警長領導。
      - 總區運輸組
      - 總區槍房
      - 練靶場、武器及戰術組

  - 支援科：由一名高級警司領導，負責有關警輪、警艇及專門設備的購置計劃、人員在航海、船藝、輪機工程及安全方面等訓練及評核等等[5]。
    - 支援組：由一名警司領導，下設一名總督察和一名高級督察。
    - 海事實務標準組（英文：Sea Standards Division）：由一名警司領導，下設一名總督察和兩名高級督察。
    - 輪機組（英文：Engineering Division）：由一名警司領導，下設一名高級督察和一名督察。

  - 水警訓練學校
  - 小艇分區
  - 水警總區刑事總部：有共63名人員和4名文職人員。由一名警司領導，下設兩名總督察。
  - 水警港外區：由一名高級警司領導，下設一名警司，有共1,196名人員和69名文職人員。
    - 水警東分區：西貢對面海華容路1號
    - 水警北分區：馬料水水警基地[6]
    - 水警西分區：新界青山公路16咪半

  - 水警海港區：由一名高級警司領導，下設一名警司，有共752名軍裝部人員、18名刑事部人員和47名文職人員。
    - 水警港口分區：西灣河水警基地
    - 水警南分區：香港仔深灣道28號
    - 長洲分區：為水警總區轄下唯一一個陸上分區，負責徒步巡邏、人群管制、交通管制、處理突發事件及回應999緊急召喚，其長洲分區警署位於長洲警署徑4號。
      - 南丫警崗
      - 坪洲警崗
      - 吉奧警崗

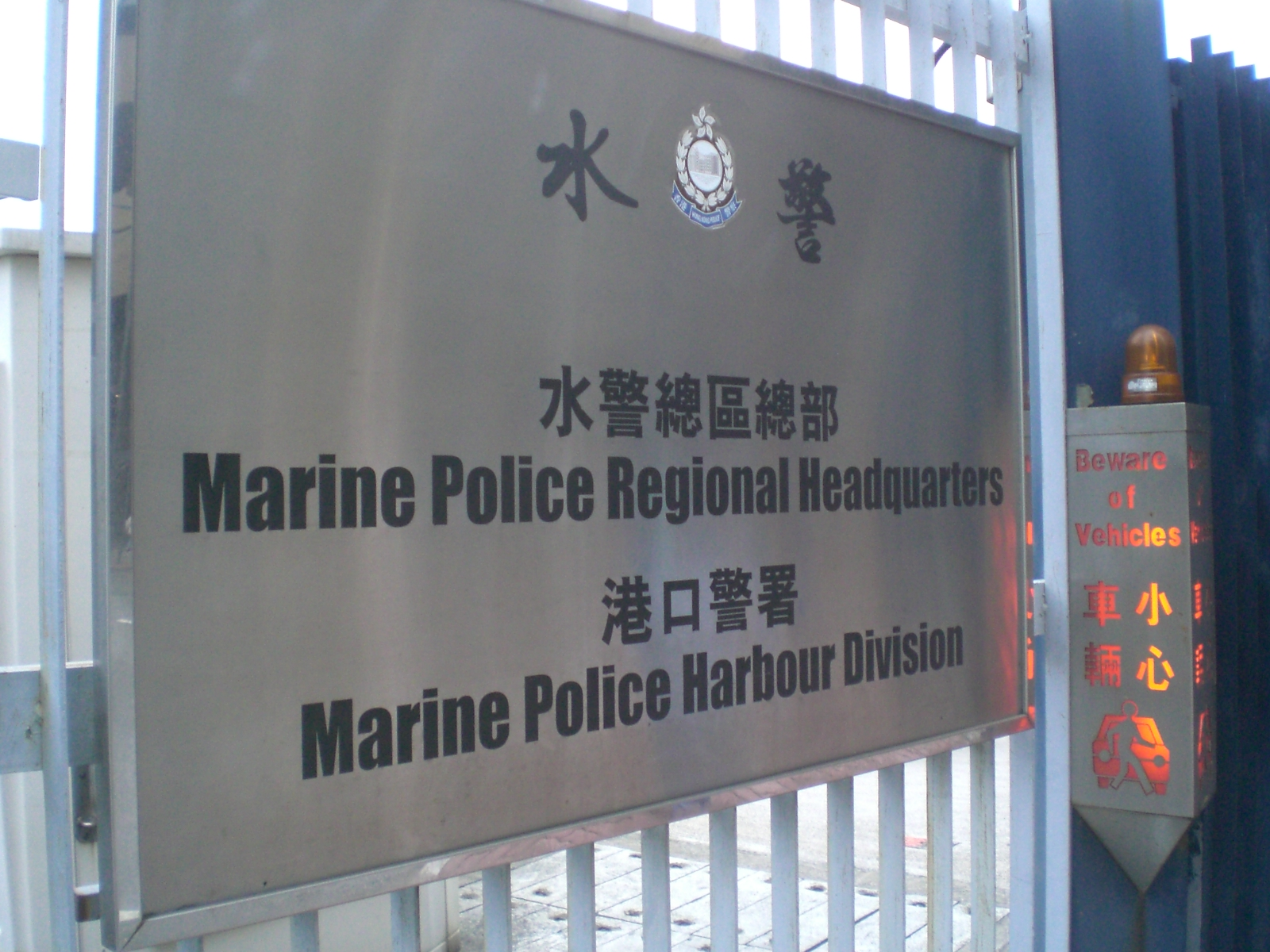
水警總區總部暨港口警署
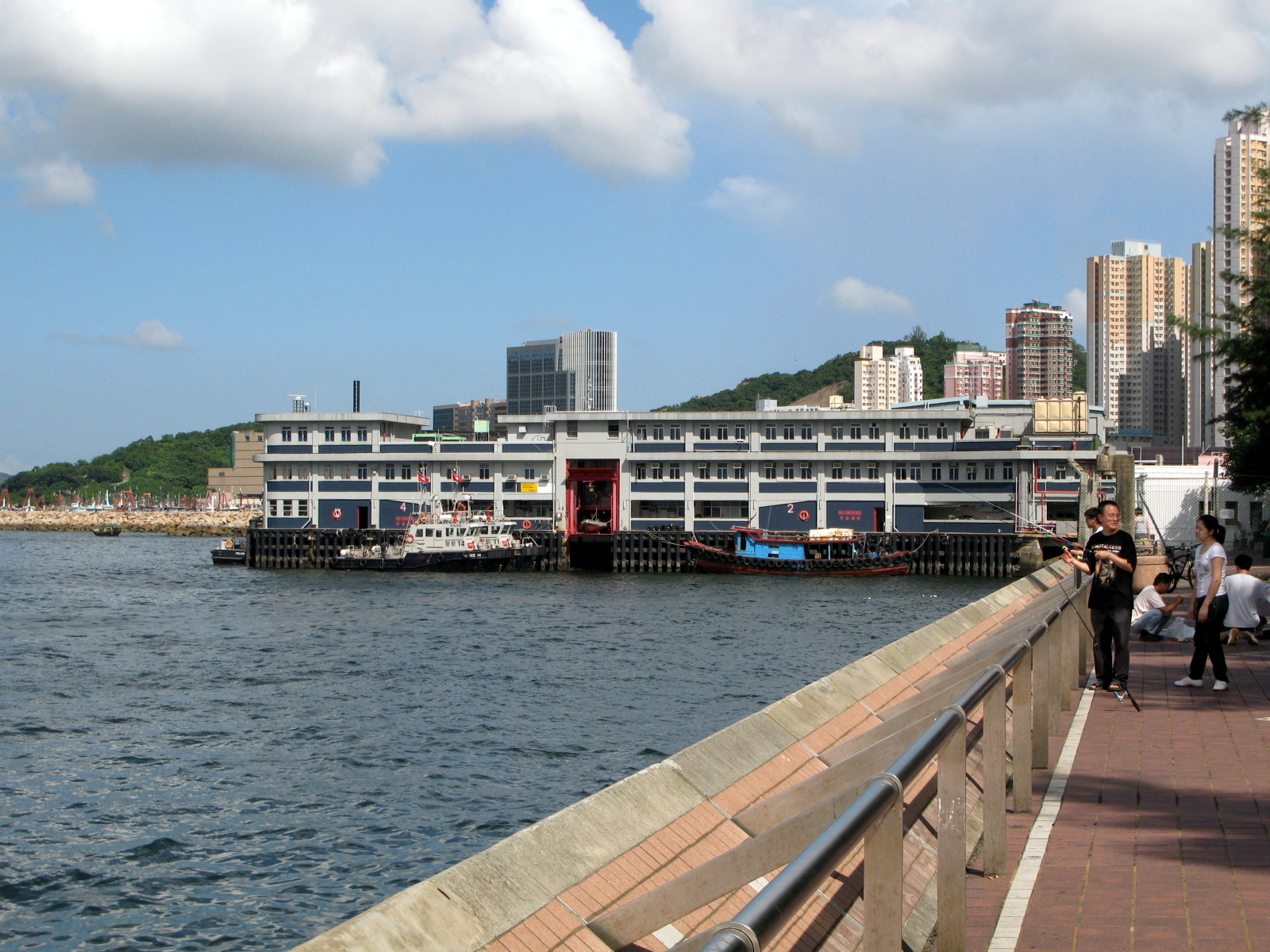
水警西灣河基地
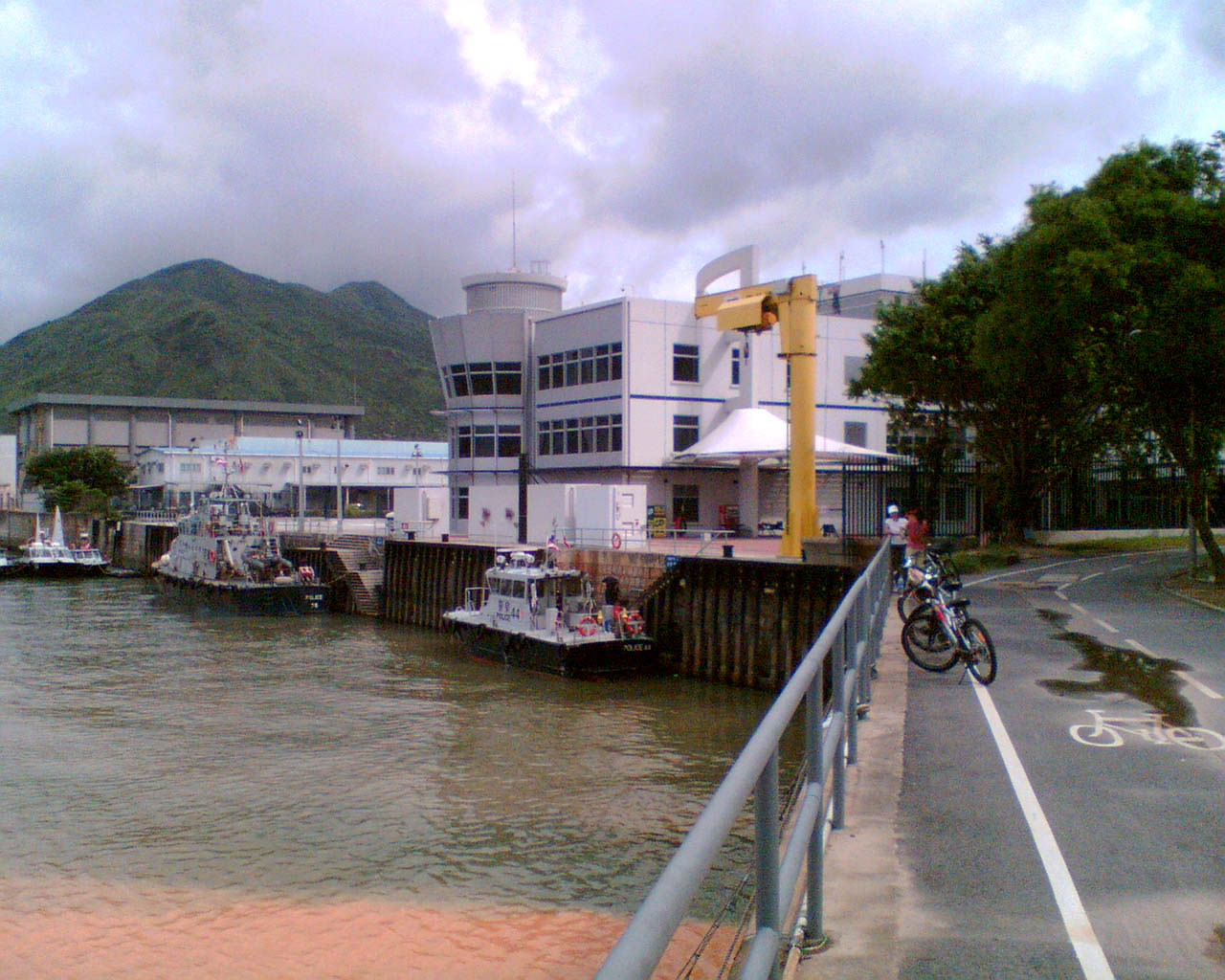
水警馬料水基地
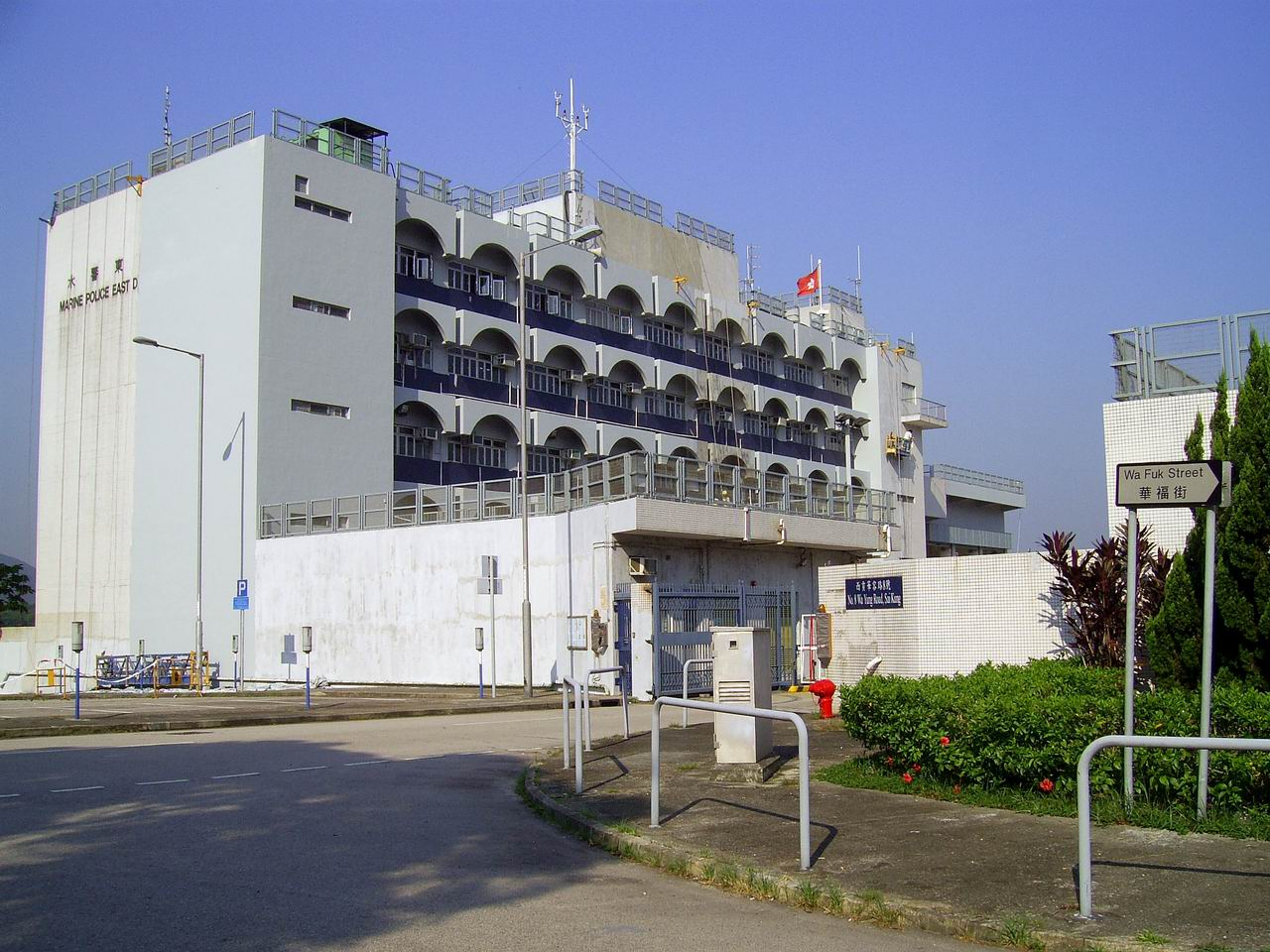
水警東分區基地
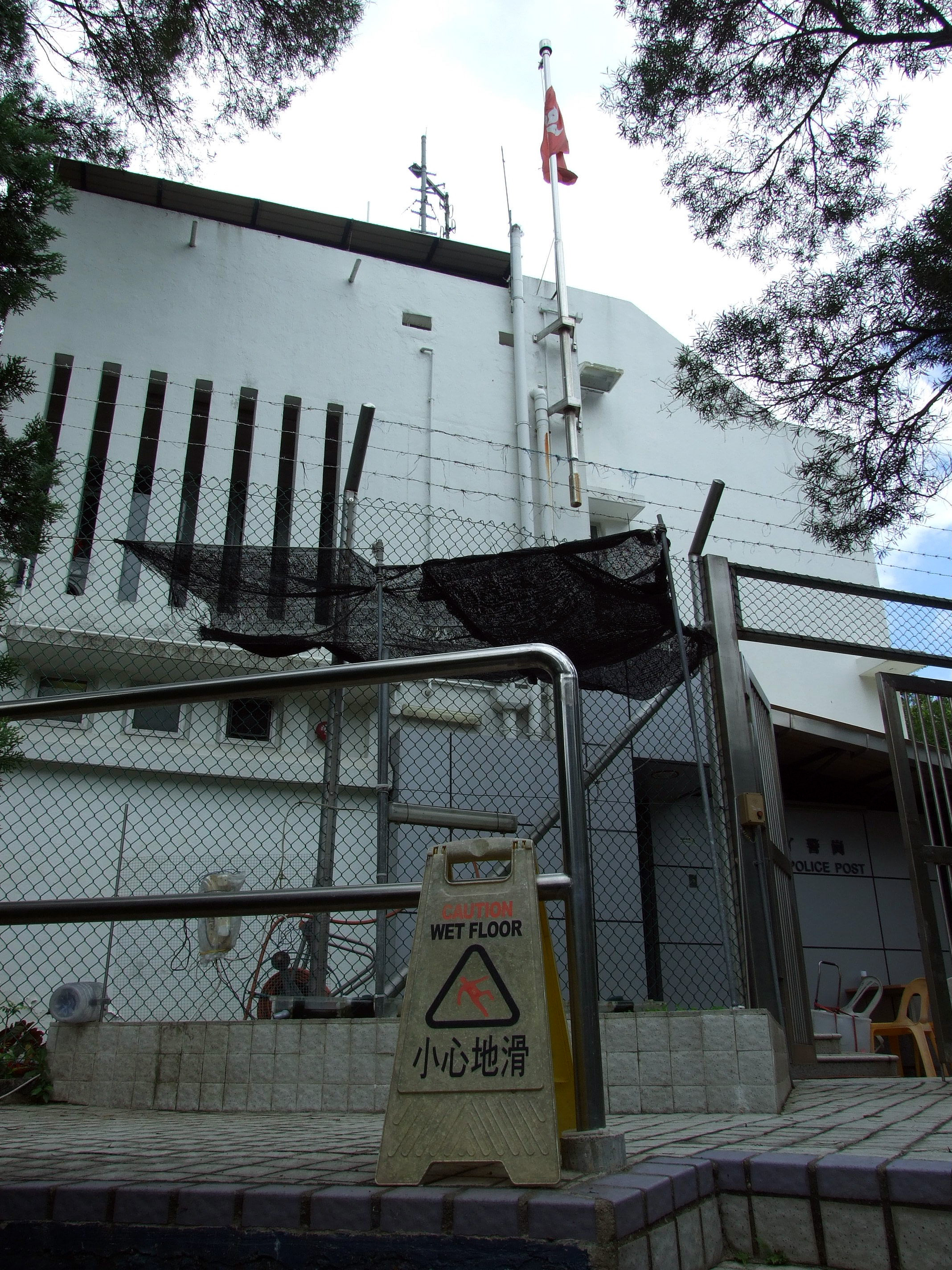
南丫警崗
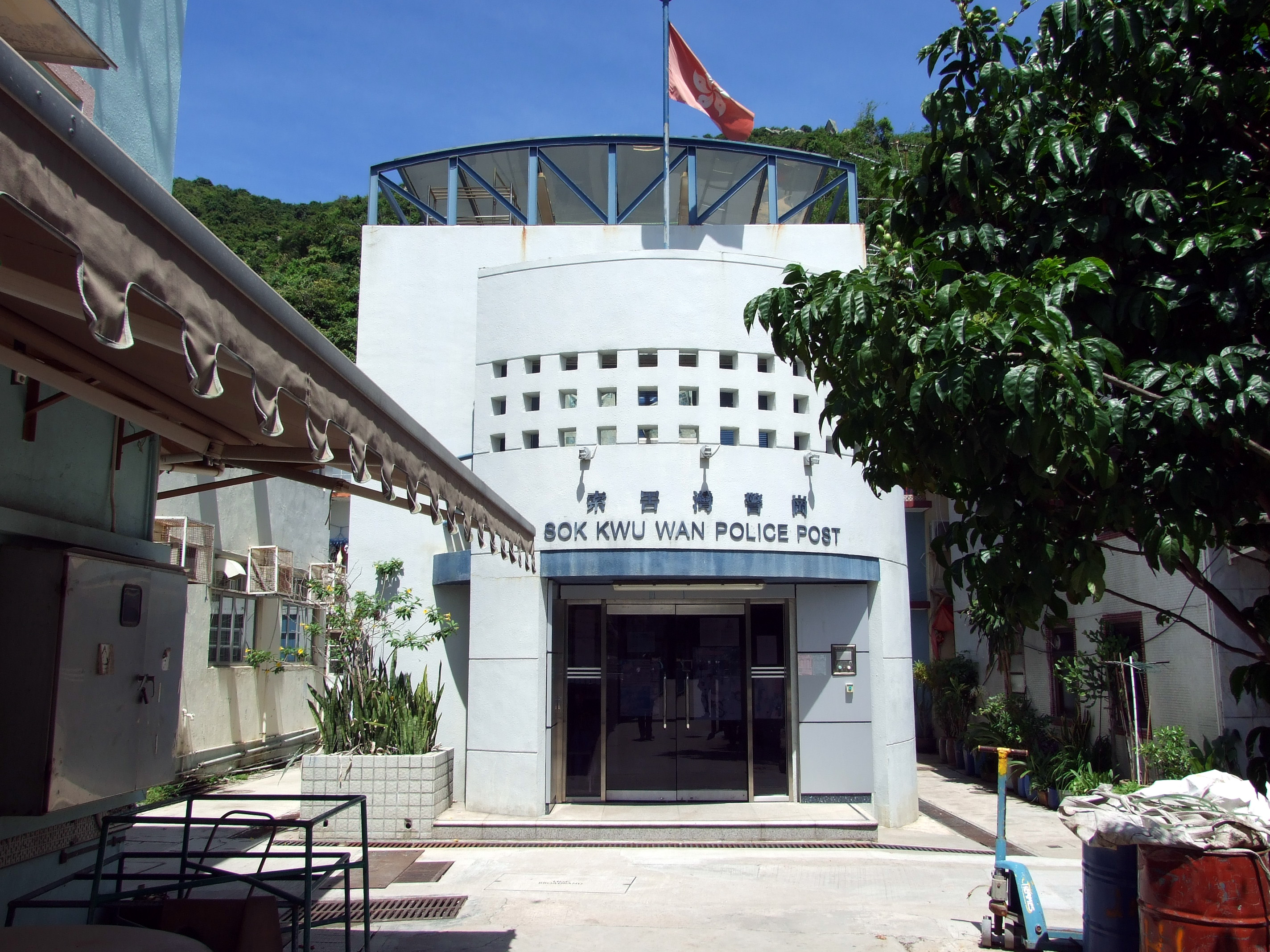
索罟灣警崗
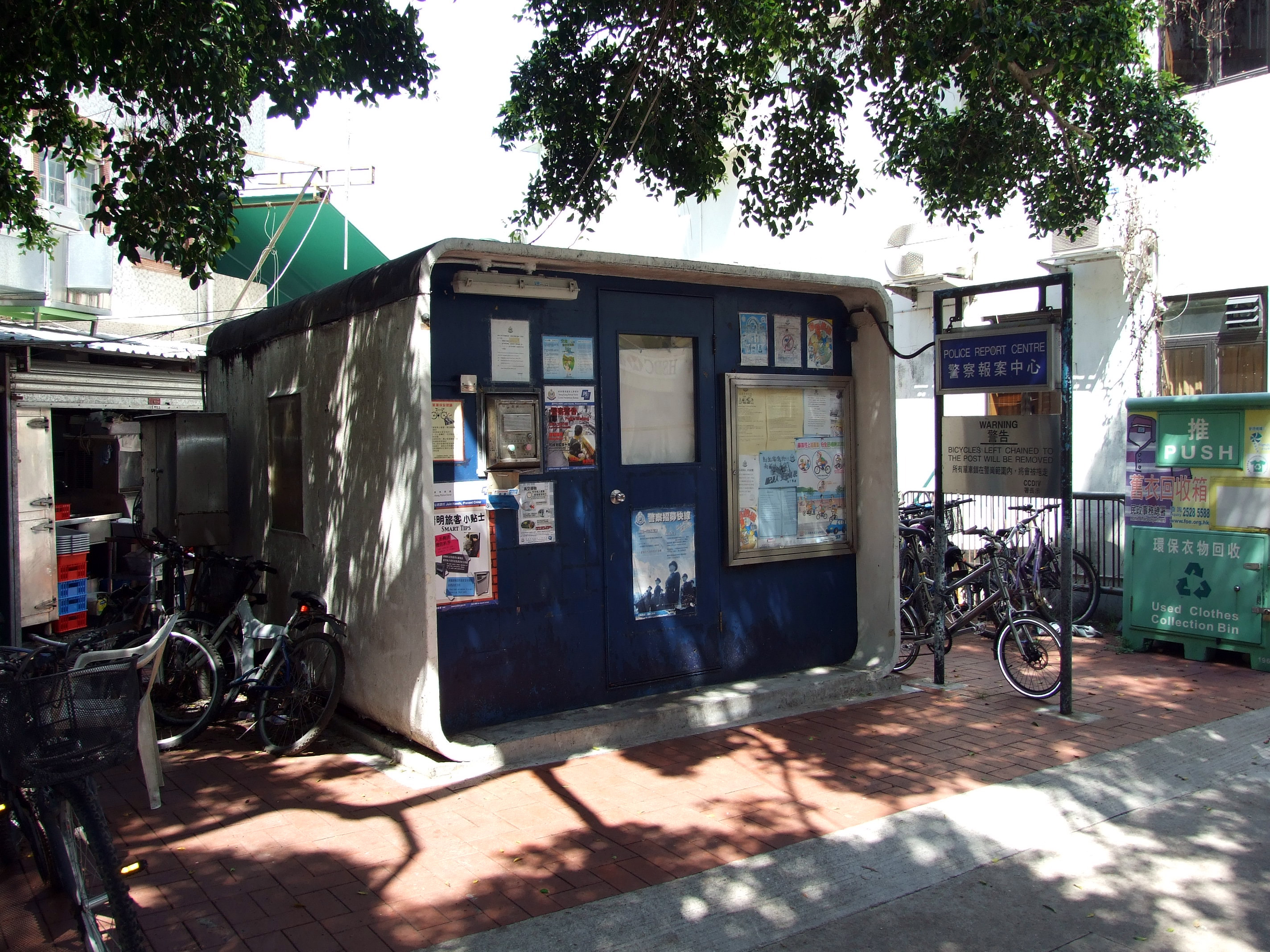
榕樹灣警察報案中心
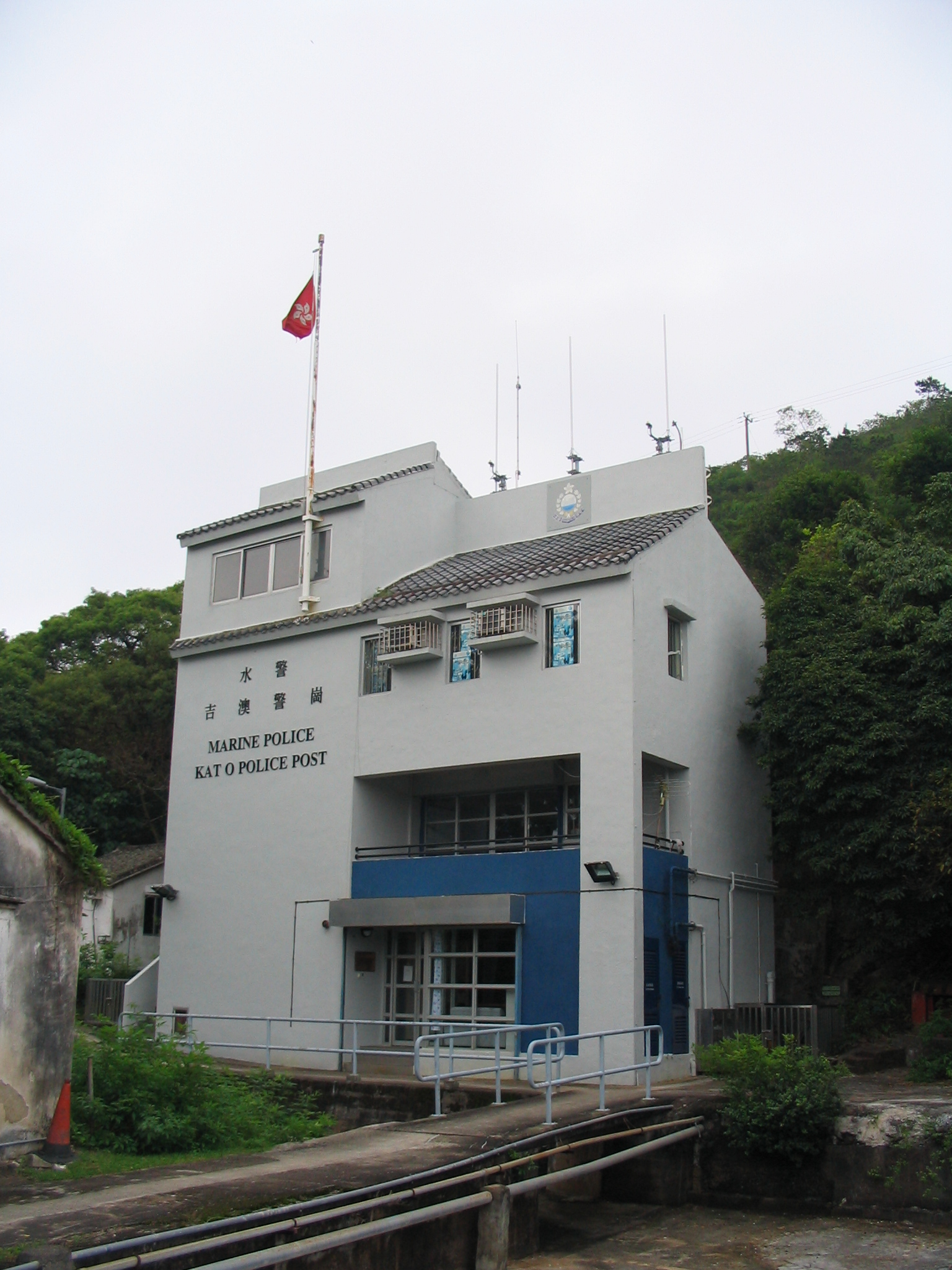
吉澳警崗
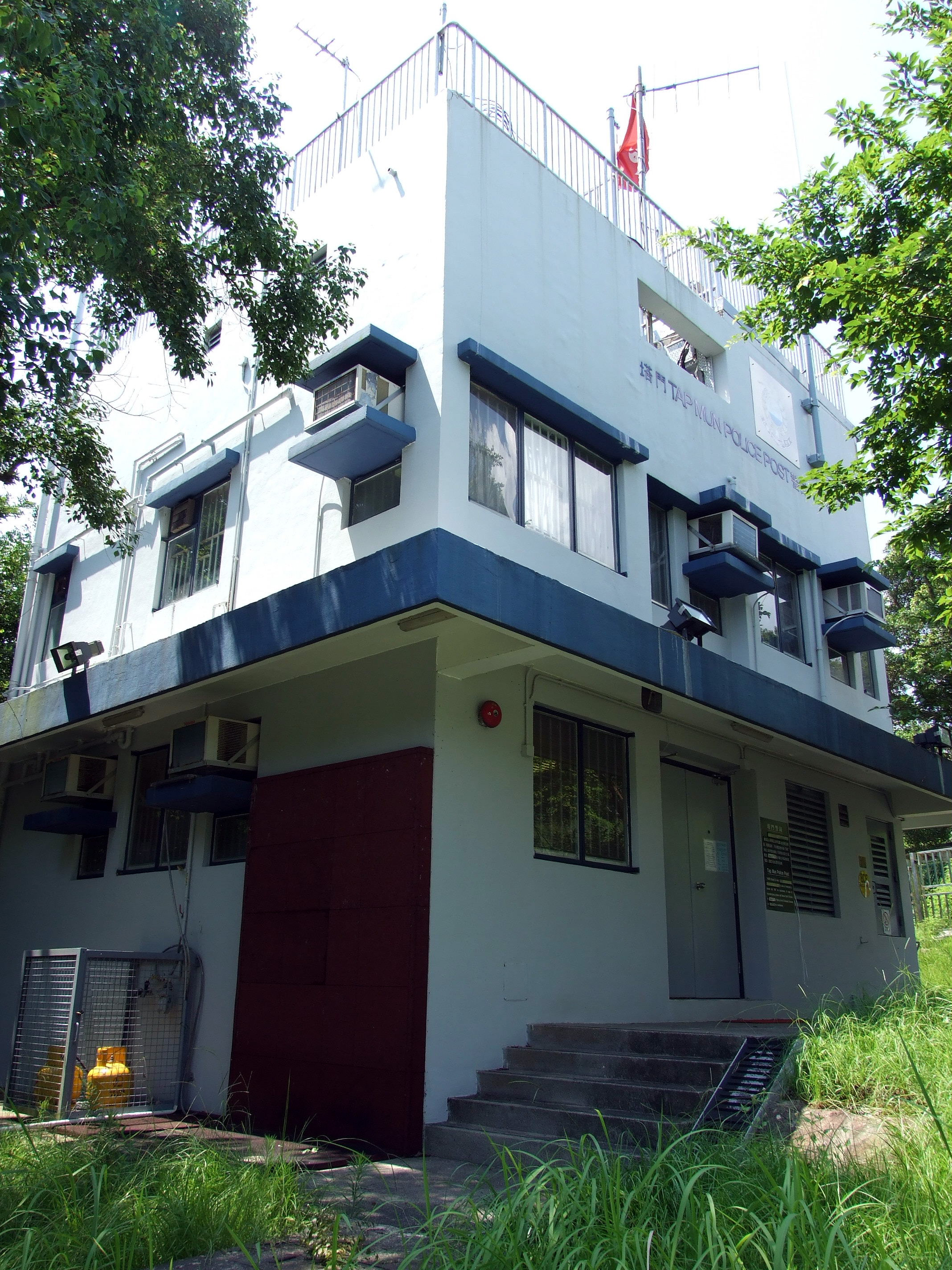
塔門警崗

### 歷任指揮官
- 傅俊康
- 張之琛
- 白必儆(署理) (Peter Burbidge-King)
- 歐學林
- 鄭慕絲
- 劉業成
- 趙慧賢 （2013年7月至2014年9月）
- 穆敬賢(署理) (Richard Morgan)
- 郭蔭庶（2014年9月至2016年1月）
- 徐偉雄(署理)(2016年1月至2016年12月)
- 林曉彤 （2016年12月至2017年9月）
- 何德承 (Patrick Hodson) (2017年9月至2020年7月)
- 莊定賢 （David Jordan）（2020年8月至2024年1月）
- 吳卓衡 （2024年1月至今）

## 歷史

### 水警成立
香港開埠初時，水上巡邏任務由英國皇家海軍負責，後來，反走私、反偷渡及搜索及拯救援等任務逐漸轉交予於1842年成立的水警上。成立初年，水警只有14名警務人員，主要採用划艇方式推動旗下幾艘木製帆船。由於早期香港實施戒嚴，故此當時的水警主要在夜間執行水上巡邏，而海盜則是其最大的打擊對象。當時水警經常與海盜周旋和爆發衝突，人員經常被傷害至殘廢以至被謀殺。
1846年，香港政府購置一艘三桅帆船予水警用作巡邏港口；兩年後，該艘帆船在一場颱風中擱淺及沉沒，船上17名人員全數殉職。

### 採用蒸氣發動警輪
歷時半個世紀之久，香港海港一直由持短彎刀和滑膛槍炮的水警在划艇上執行水上巡邏。1893年，差役訂購了首批蒸汽機舢舨，為效率上一大改進。然而待遇方面，水警警員月薪不過7銀圓，水警警長月薪亦不及陸上警長的一半。
1898年，大英帝國租借新界，水警需要隨之作出重大改進。從前，水警負責範圍不過16平方公里的海港和香港島的海岸，展拓香港界址後，突然增加至約1,800平方公里的水域及280座香港島嶼的治安，並且需要保衛長達近200公里的邊界海岸線。因此，水警明顯需要迅速擴張。
1914年，水警在沿岸和河流航行的船隻上派駐主要由摩羅差組織而成的反海盜部隊，以設海關，保護沿著珠江以北及近岸航行的香港船隻。

### 海員大罷工後改革
1922年海員大罷工發生後，水警改革，先以蒸氣發動船隻取代划艇，後來再以汽油取代煤料。逐漸，水警船隊發展成為一個強而有力的海事保安組織。此外，水警事務亦變得多元化，不但包括巡邏遙遠的領海、打擊偷渡及追截走私，而且擴展至照顧離島社群的生活需要。從前，居住在離島上的150,000名香港居民中，許多在危急時刻都需要倚靠水警接載前往安全地點。
1930年，差役從印度旁遮普、英租威海衛以及中國沿岸（主要位於上海）的白俄羅斯社區招募約100人來到香港接受水警訓練，投入服務。

### 重組
第二次世界大戰後，水警人員額逐漸增加至200至300名人員，包括於1946年從英國倫敦警察廳招募了20名人員。此時，水警亦開始擴展至負責水上巡邏離島海域。兩年後水警重組，英文名稱從Water Police更改為Marine Police。1952年，水警開始使用雷達，為當時最先進，以及世界上最先採用雷達系統的船隊之一，當時船隊包括比較大型的木製、長70呎警輪，相繼投入服務。

### 水警總區成立
1960年代以前，輪機員主要由海事處派調，部分後來更轉任為水警人員。1960年起，大量非法入境者從中國大陸湧進香港，水警因此而擴展至負責打擊偷渡，並且展開了希素美（Haslemere）行動。1962年，警務處成立防止非法偷渡科，此科於成立後6週內就拘捕了逾62,000疑犯及將眾人遣返。當年的水警隸屬於此科，至1965年，防止非法偷渡科與水警合併成為水警總區。
1970年代以前，水警人員經常需要收拾浮游屍體、支援陸上防暴及運送官員渡海等特殊任務。
1970年代起，歇止大量難民從越南湧來、押解越南船民及把守難民營則成為了水警總區的主要任務，員額大幅度增加至1,000名人員（包括於1978年從警察訓練學校招募6名女性警務人員，成為首批女性水警人員。）。1972年，水警總區引進現代化、長78呎的達汶型警輪（50至56），鋼鐵船身，各安裝有兩副油渣機車，時速達20海浬，每艘載員12名，由新加坡製造。
1979年10月，快艇特警隊成立。
1990年代起，走私罪行開始猖獗，很多私梟匪幫都持有槍械以至重型武器，使用配備5部300匹外舷機推動的馬達快艇（俗稱大飛）走私，在海面上經常與水警爆發鎗戰，期間造成數名水警人員在執行追截任務時殉職。有見及此，香港政府於1991年成立反走私特遣隊。

### 全面電腦化
2000年起，水警總區先後引進語音子系統、自動追蹤船艇位置顯示系統和文本系統（全部皆為警務處的發明），標誌著水警完全步入了電腦化時代。2001年，香港警務處引進地面中繼式無線電，為全亞洲首個使用此系統的執法機關。同年，警務處在地面中繼式無線電世界研討會上贏得最有創意服務大獎。透過使用上述系統，人員能夠即時及準確地觀察船隻位置，同時能夠知悉船隻編號，此為無線位置顯示功能上一個重大的突破。指揮及控制中心可以透過此系統了解所有資源上的調配，以判斷控制的範圍，更可以配合無線電通話作出即時指揮。控制員可以按照計劃，安排資源來執行預定的監視或者保護行動，及透過系統了解計劃的進行情況。船隻位置顯示系統採用了不同層次的地圖，包括有地方標記、海事符號和航道等等。船隻的航行記錄亦會儲存在電腦紀錄，亦可以重播，用作管理和監察用途。此外，系統亦提供無線傳真功能，接駁至其他網絡，包括警察電郵網絡。
2002年起，警察行動平台相繼投入服務。於水警總區推行海上警視系統前，轄屬輪艇逾170艘，為世界上規模最龐大的水上警察。

### 推行海上警視系統
2005年年中，水警總區逐步推行海上警視系統（英文：Versatile Maritime Policing Response，縮寫：VMPR），運用尖端的航海科技，包括佈下俗稱為天眼的天羅地網（海陸雷達裝置、全天候熱能探測器及數碼視像儀器等），同時配合一支船身比較小型、航海速度比較高及操作性能比較靈活的警輪隊伍，務求在更為符合經濟效益的原則下，加強海上保安能力。在此計劃之下，所有新型警輪皆配備了日夜攝像系統、差位全球定位系統、測深器、雷達、電子海圖及繯星羅盤等先進儀器，並且採用嶄新的水力噴射推進系統等，以提升水警總區堵截水上非法活動的能力及處理緊急事故的效率。引進此系統共耗資4億4,500萬港元，包括中央指揮系統、兩艘躉船行動平台、17艘中型巡邏警輪及23艘分區快速巡邏艇。中央指揮系統於2009年12月落成，整套海上警視系統於2010年年底全面地實行。2011年4月15日，中央指揮系統獲得香港資訊及通訊科技大獎中的2011年全年大獎、最佳公共服務應用大獎以及最佳公共服務應用（電子轉化）金獎。同年9月，該系統獲公務員事務局頒授部門合作獎。
2010年，水警總區拯救了70名海上遇險人士，拘捕了1,238名非法入境者、檢獲價值約7,700萬港元的走私貨物，並且充公了33艘馬達快艇。
2011年，水警總區拯救了29名海上遇險人士，拘捕了908名非法入境者、檢獲價值約5,800萬港元的走私貨物，並且充公了27艘馬達快艇。
2012年，水警總區為水師配置連接啓動雷達系統的新光電感應器，以提升輪艇的夜視水平。同年，水警總區拯救了143名海上遇險者，拘捕了763名非法入境者、檢獲價值約6,580萬港元的走私貨物，並且充公了27艘馬達快艇。
2013年6月10日，立法會保安事務委員會主席葉國謙率領委員會成員及其他立法會議員並由保安局人員陪同下參觀水警總區總部，以加深了解水警總區的運作。就南丫島撞船事故，水警總區及海港警區人員於2013年7月1日分別獲頒行政長官公共服務獎及警務處處長嘉許狀（單位），以表揚上述人員在事件中的英勇行為。同年，水警總區拯救了198名海上遇險人士，拘捕了1,674名非法入境者、檢獲價值約3,880萬港元的走私貨物，並且充公了11艘馬達快艇。
2014年5月13日，水警總區向立法會保安事務委員會提交文件指出需要更換3種合共18艘警輪，包括水警總區訓練船、6艘分區巡邏警輪及11艘海濤型警輪，作價6億5,841萬港元，為2010年代最大規模的一次船隊更新。同年7月11日，水警總區向立法會財務委員會申請撥款。
2015年4月17日至19日及24日至26日，水警總區假長洲警署及長洲公眾碼頭舉辦「香港警隊170周年水警展覽」，除了展示歷史照片及影片、退役及現役裝備，亦開放一艘最為常見的中型巡邏警輪及小艇分區的快速追截艇及快速追截艇各一艘，並且派遣人員穿著不同年代的制服步操表演，教授公眾海事繩結及摩斯密碼的應用，以及示範源於皇家英國海軍的撐桿操（俗稱鉤竹操；Boat Hook Drill）。

## 圖集

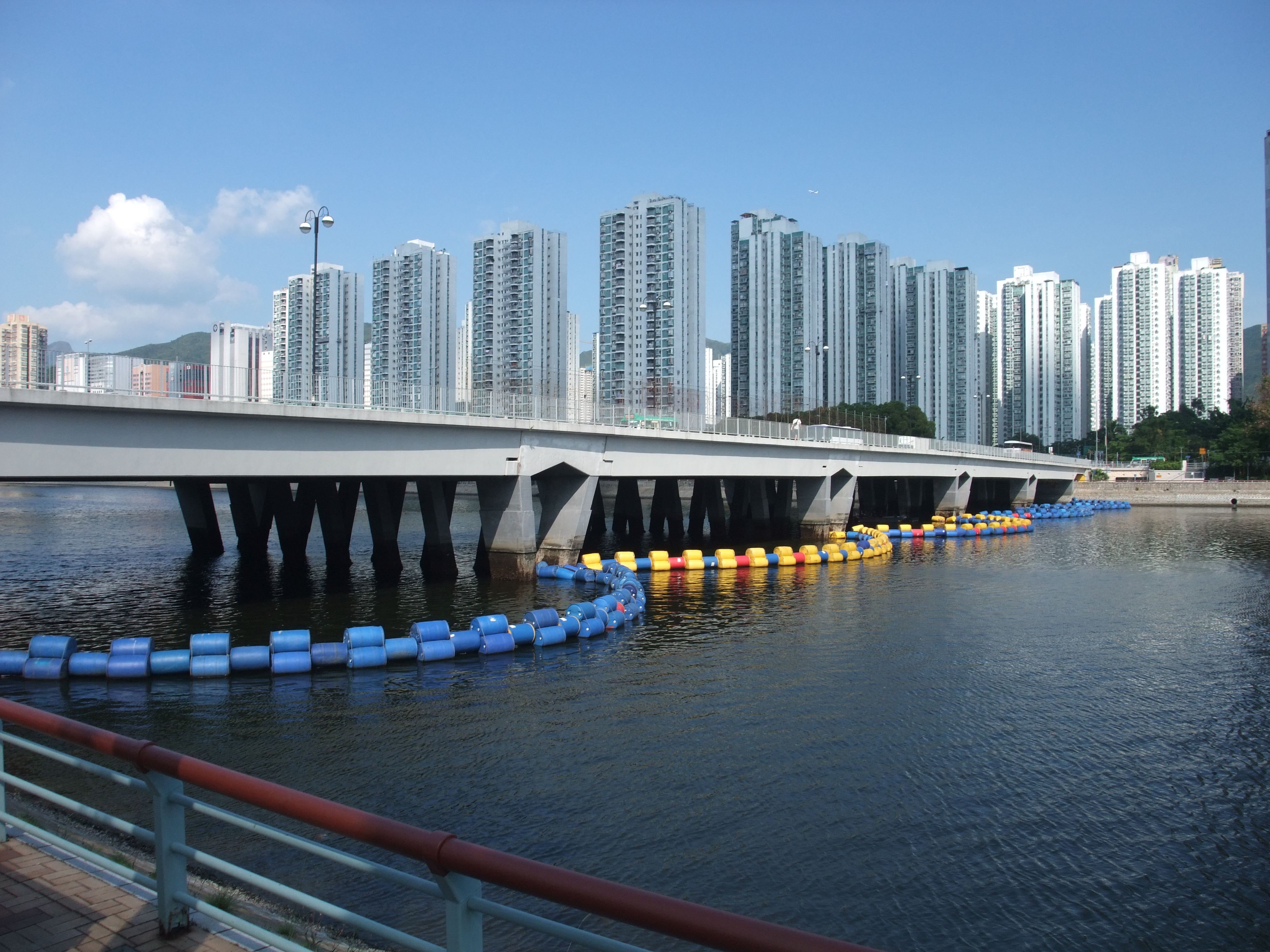
於2008年夏季奧林匹克運動會香港區火炬接力時，水警於沙田城門河設置浮欄。
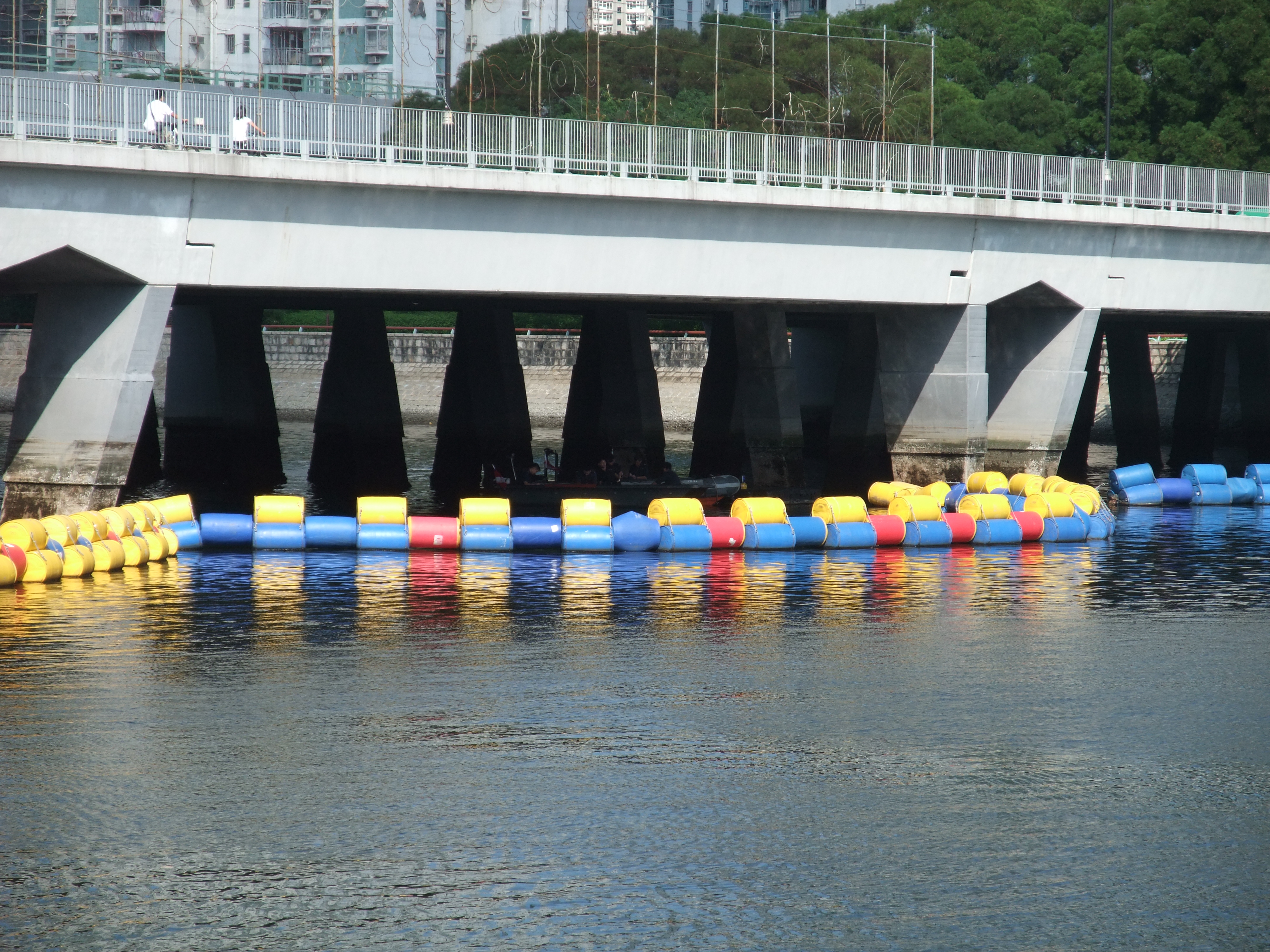
於2008年夏季奧林匹克運動會香港區火炬接力時，水警於沙田城門河設置浮欄。
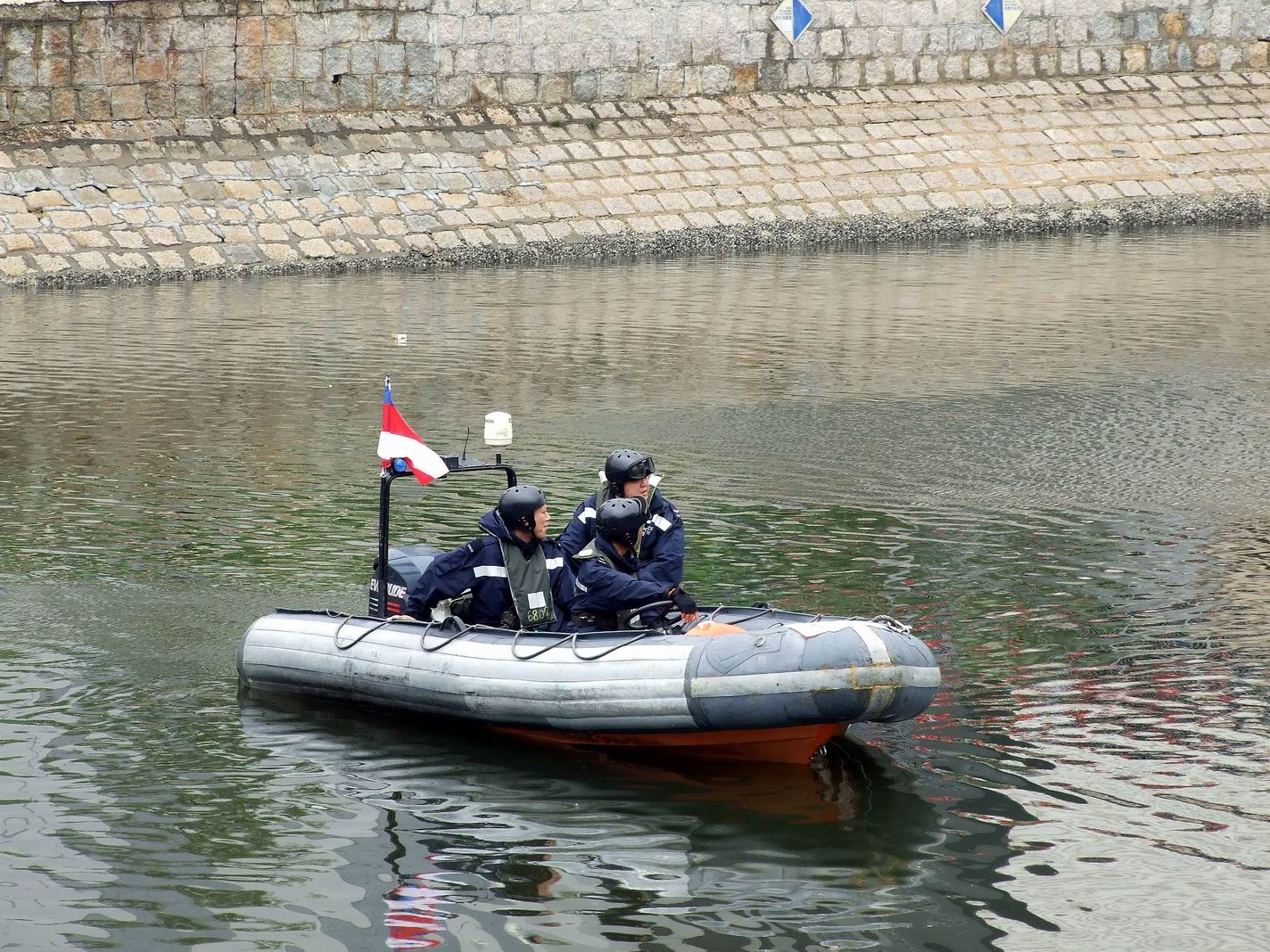
於2008年夏季奧林匹克運動會香港區火炬接力時，水警於沙田城門河河道巡邏。
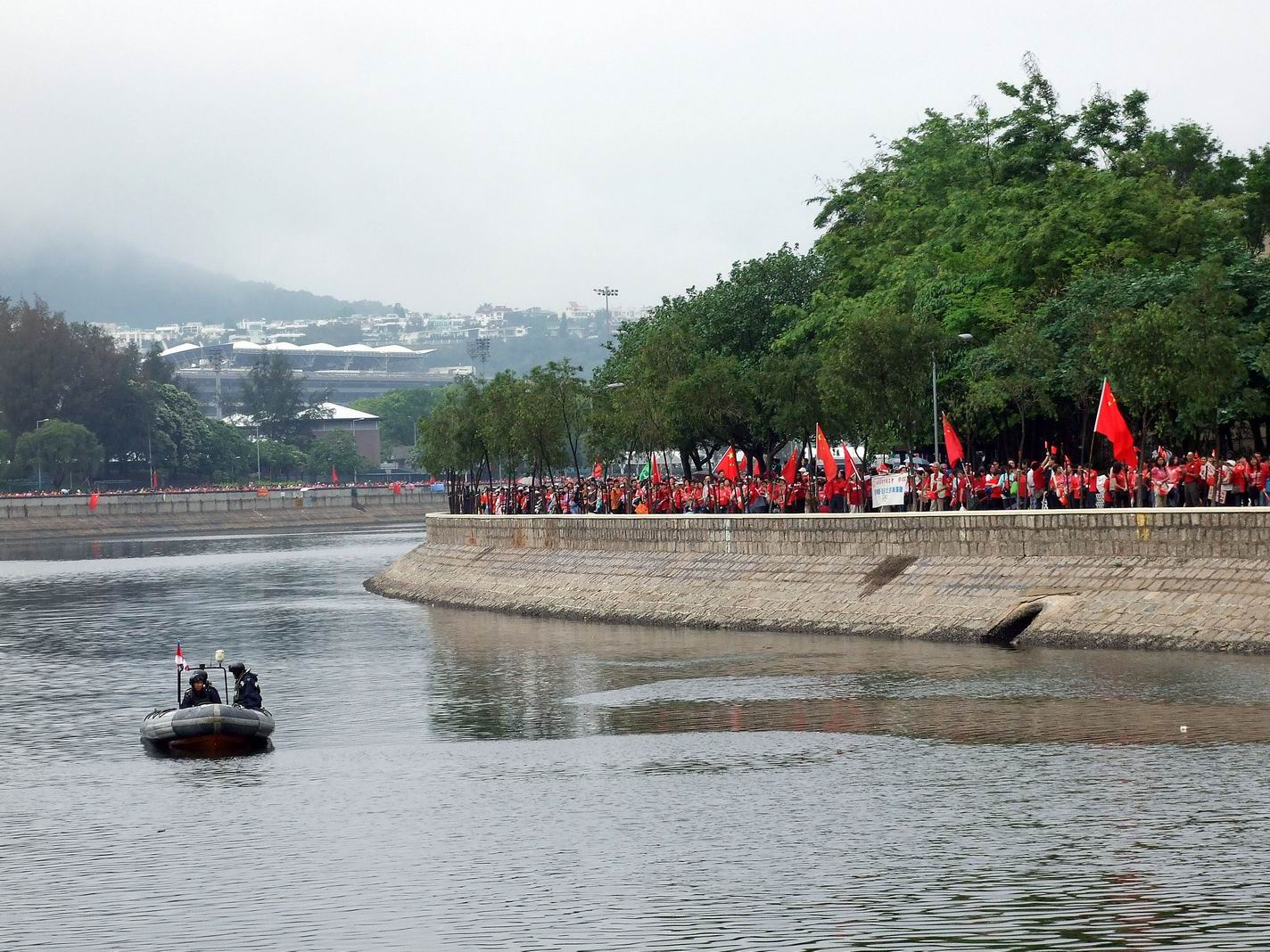
於2008年夏季奧林匹克運動會香港區火炬接力時，水警於沙田城門河河道巡邏。
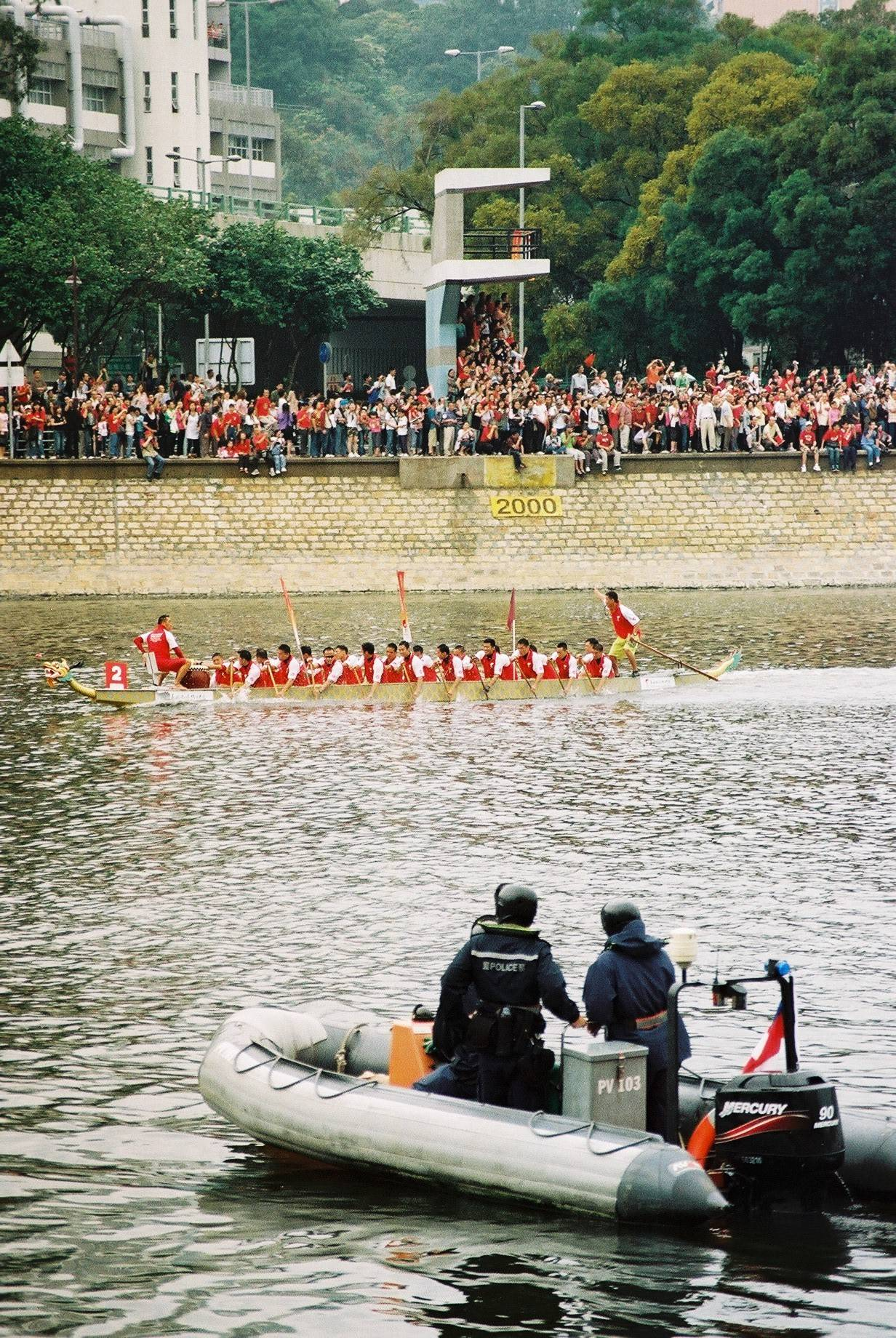
龍舟競渡於沙田城門河舉行時，水警於河道旁進行監察。

## 裝備

### 通訊
- 海圖
- 雷達
- 射燈
- 照明彈
- 照明火箭傘米：包括紅及白色兩款，其中白色型號被發射後，能夠營造等同10萬支燭光的亮度。
- 華利火訊號槍
- 望遠鏡
  - 強力望遠鏡
- 夜視鏡：NVG（NVS 7-3XT）。
- 熱能探測器

### 救援
- 水泡

### 醫療
- 急救包

### 防暴
- 盔，內裡配備了通訊器材。
  - 防彈盔
- 充氣式救生衣，人員意外墮海時會自動充氣。
- 避彈衣

### 槍械

#### 現役
- 史密斯威森軍警型左輪手槍
- 格洛克17手槍（小艇分區）
- 法德魯防暴槍，俗稱大口仔，有效射程為50至75米，用作發射照明彈（38毫米彈照彈）或者催淚彈；每發射1次彈頭，母彈會同時分散射擊出5粒CS-565型彈頭。
- HK MP5A3冲锋枪
- 柯特M16A2突擊步槍
- SIG 516突擊步槍

#### 退役
- 韋伯利轉輪手槍
- 雷明登870泵動式霰彈槍
- 史特林衝鋒槍
- M1卡賓槍配M4刺刀，用作船上防衛。（1950年代至1970年代）
- 柯特AR-15 Sporter I半自動步槍
- 雷明登700步槍
- 白朗寧M2重機槍

## 大事記
- 1950年代至1990年代香港偷渡潮
- 1969年血洗警輪案
- 1970年代至1980年代香港越南船民問題

## 公眾聯繫

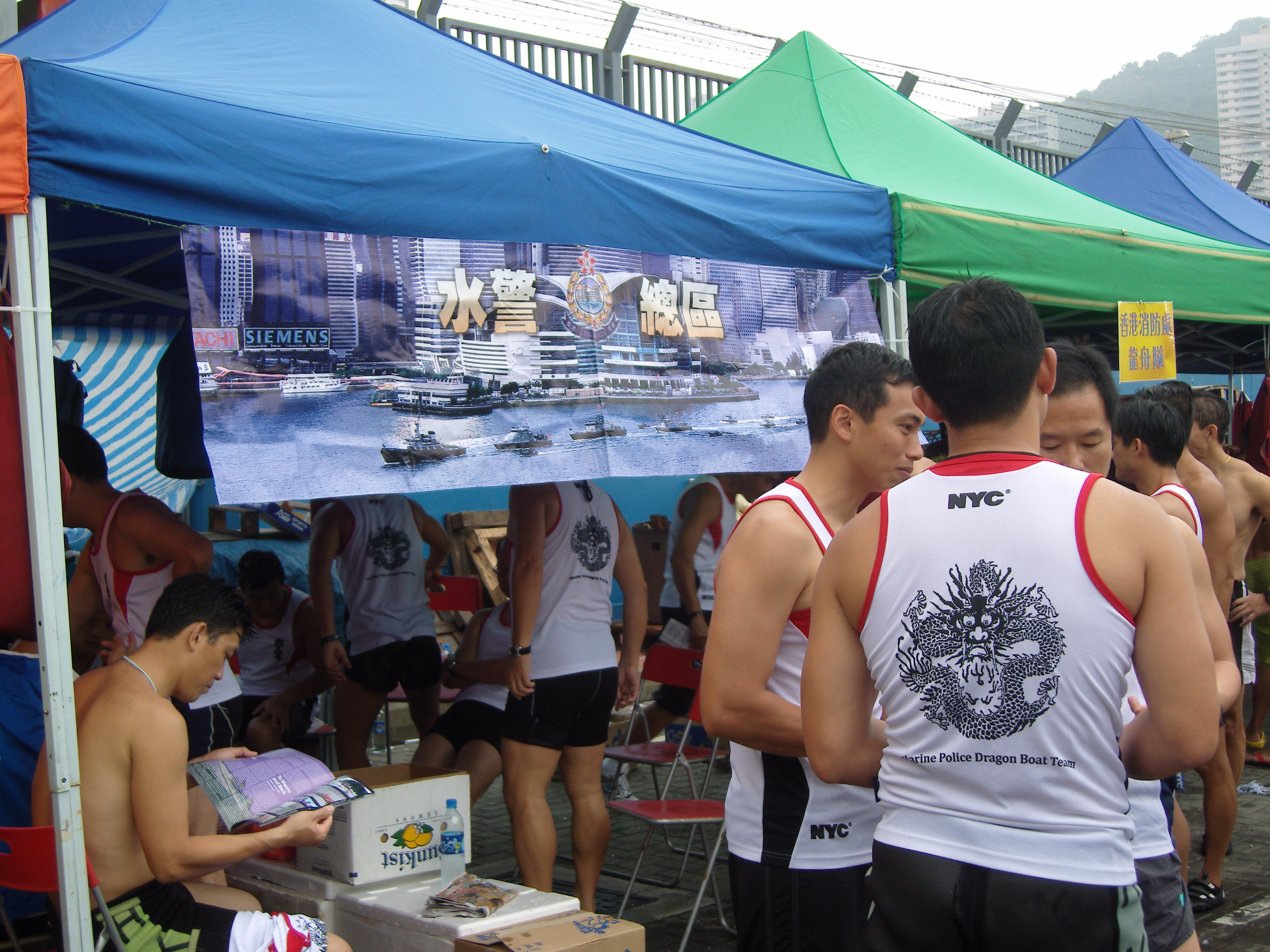
香港警察龍舟會成員為所屬水警總區參與親舟競技。

### 水警學長計劃
《水警學長計劃》於2011年11月19日開展，旨在鼓勵青年投考加入警務處，繼而在水警總區服務。來自10間大專院校、香港航海學校、海事訓練學院及香港海事青年團，而且具備良好的品格及對水警務有興趣的學生或成員將會獲邀請成為學員。在學長及學長助理的適當擧發及指導下，期望學員將來投身警察隊，繼而加入水警總區。

## 軼事
1960年代，一艘小型警輪需要6至16名人員駐守及操作，一艘中型警輪需要10至18名人員駐守及操作，大型警輪需要逾20名人員駐守及操作。人員每次出海當值前均會在當時位於尖沙咀的水警總部集合，然後轉往九龍政府船塢登船。由於大型警輪船身太大，不便進入船塢，所以均停泊在油麻地避風塘（今渡船街），方便人員登船。人員在船上每當值24小時，會被按以職級獲得不同程度的伙食津貼。警員每日兩港元，警長或者以上職級每日4元。
現時，人員的一更時間長度為24小時，實行「返一放二」工作制度。

## 以水警總區為題材的作品
- 《A計劃》（1983年）
- 《守城》( 2021年 )

## 外部連結
《警聲》
- 香港警務處退役同僚協會專欄 香港水警工作（六○至七○年代） （页面存档备份，存于）
- 水警北分區聯合演習　效果滿意 （页面存档备份，存于）
- 水警與深圳公安聯合演練 確保大運會順利舉行 （页面存档备份，存于）
- 水警學長計劃　鼓勵青年投身水警行列 （页面存档备份，存于）
- 水警總區行為指引短片獲國際獎項 （页面存档备份，存于）

其他網頁
- 交通及運輸工具圖片
- 水警活字典 羅興國與海有緣 （页面存档备份，存于）
- Mariners （页面存档备份，存于）

《警訊》影片
- 水警特緝第一集 （页面存档备份，存于）
- 水警特緝第二集 （页面存档备份，存于）
- 水警特緝第三集 （页面存档备份，存于）
- 警隊檔案之部門今昔──水警 （页面存档备份，存于）
- 警隊檔案之部門今昔──水警槍械裝備 （页面存档备份，存于）
- 警隊檔案之部門今昔──水警通訊 （页面存档备份，存于）
- 警隊檔案之部門今昔──3號水警輪 （页面存档备份，存于）

其他视频
- 無線電視《星期二檔案》：告別警輪72號 （页面存档备份，存于）
- 無線電視《星期二檔案》：告別警輪72號
- 教育電視：水警知多少 （页面存档备份，存于）
- 水警總區 （页面存档备份，存于）